# Heiligenbach (Weimar)
Auf dem Großen Ettersberg bei Weimar entspringt der Heiligenbach östlich einer Jugendherberge. Eigentlich hat der Heiligenbach zwei Quellen. Dieser fließt in östlicher Richtung bis nach dem Oberdorf von Großobringen ist dort weitgehend verdolt und geht dort über das Unterdorf am nördlichen Ortsausgang von Großobringen als Wiesengraben weiter bis zu seiner Mündung in den Niederbach. Der Niederbach wiederum endet an der Scherkonde. Bei Starkregen wird das Wasser vom Heiligenbach in Großobringen vom Pfützenteich aufgefangen.